# Hội đường Do Thái Jubilee

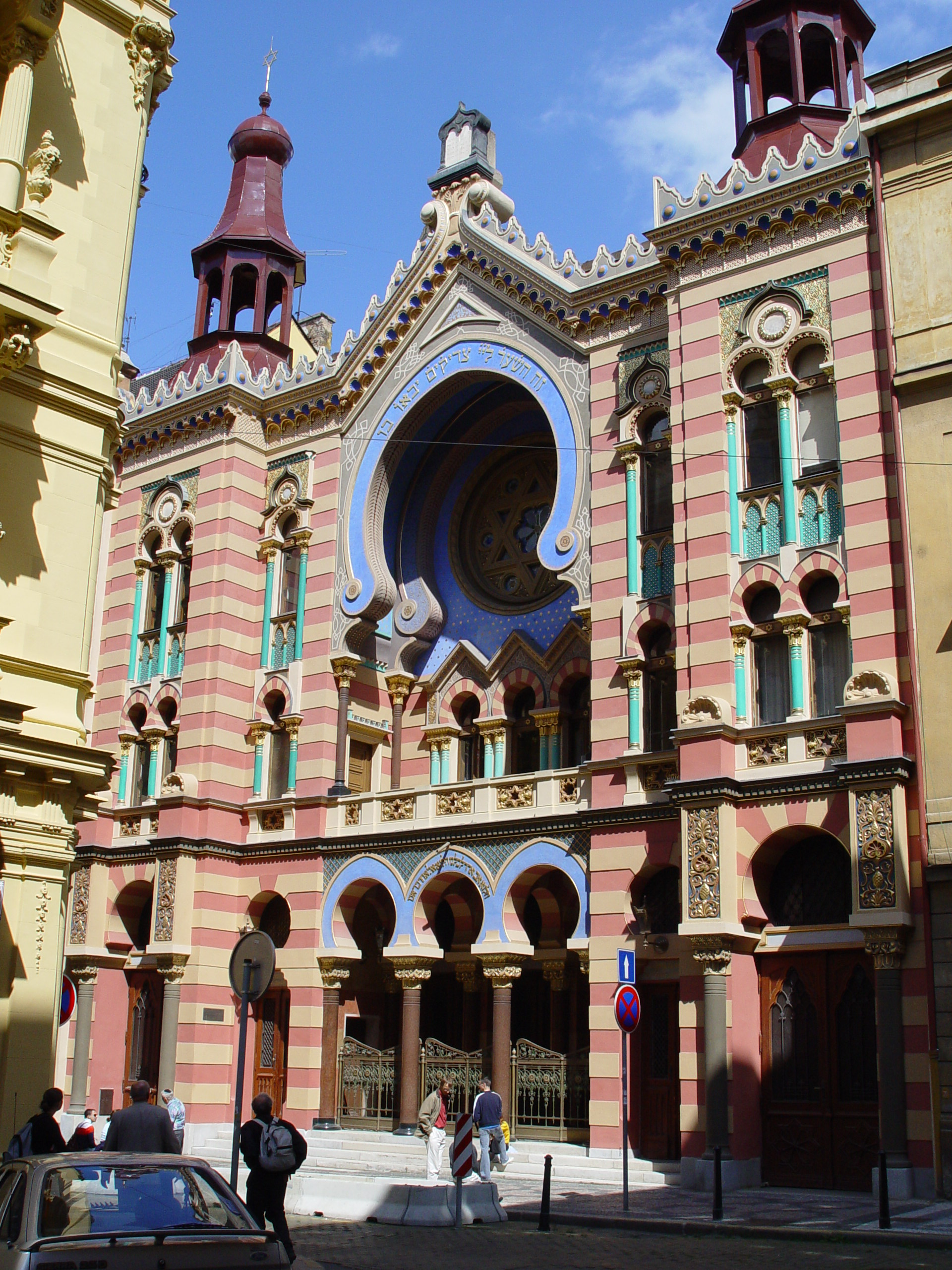
Hội đường Do Thái Jubilee

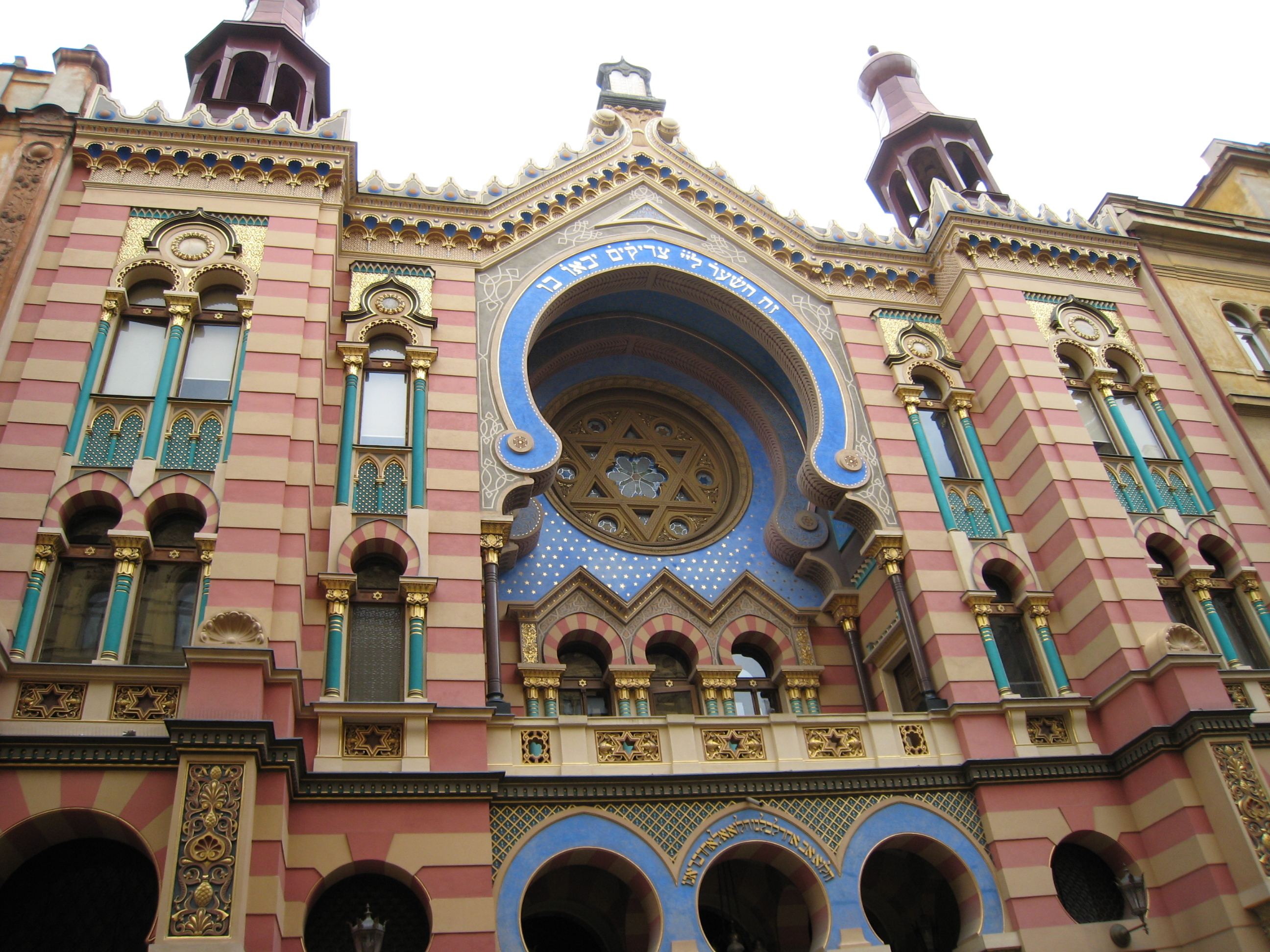
Mặt trước Hội đường Do Thái Jerusalem

Hội đường Do Thái Jubilee (tiếng Séc: Jubilejní synagoga) còn được biết đến với tên Hội đường Do Thái Jerusalem bởi nó nằm trên phố Jerusalem, thuộc thủ đô Praha, Cộng hòa Séc. Jubilee xây dựng vào năm 1906 do kiến trúc sư Wilhelm Stiassny thiết kế và Hoàng đế Franz Joseph Iđặt tên.

## Thiết kế và lịch sử

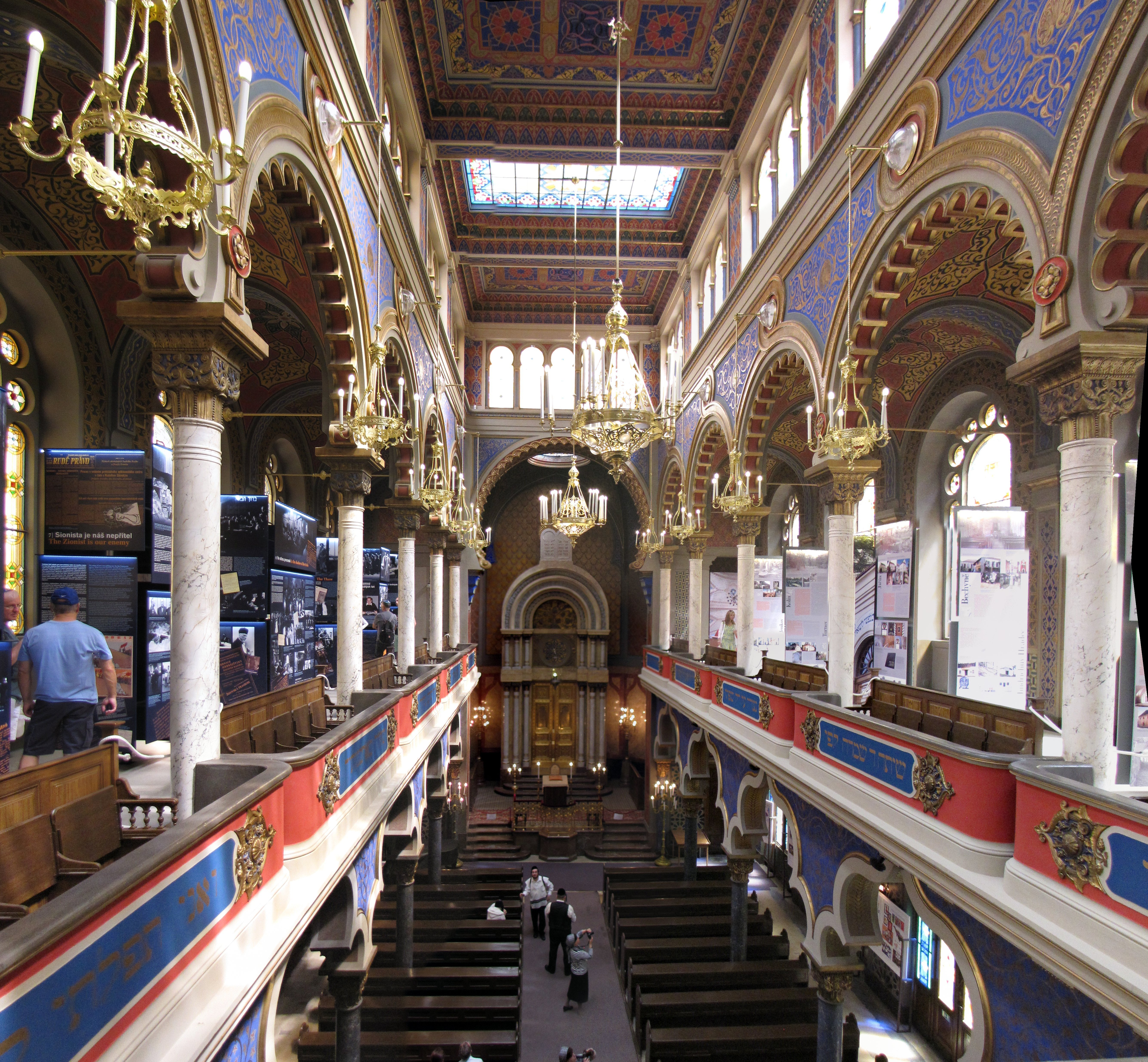
Nội thất

Hội đường Jubilee là một công trình kiến trúc độc đáo. Đặc biệt là nội thất được thiết kế theo phong cách Moorish Revival cùng với phong cách trang trí theo trường phái Tân nghệ thuật. Vào năm 1918, khi Tiệp Khắc giành được độc lập, hội đường được lấy tên là Hội đường Do Thái Jerusalem thay vì Hội đường Jubilee để kỷ niệm ngày cai trị của Franz Joseph I trong Chế độ quân chủ Áo-Hung bị đánh bại. Trong những năm gần đây, tuy hội đường nhiều lần được cải tạo lại nhưng vẫn được phục vụ vào mục đích tôn giáo.
Ngày nay, Hội đường Jubilee vẫn còn lưu trữ một số tấm bia khắc được xác định là thuộc Hội đường Zigeuner trước đây. Zigeuner bị phá hủy bởi chiến dịch đổi mới đô thị và người ta đã xây dựng Hội đường Jubilee để thay thế.
Kiến trúc của hội đường là sự kết hợp hài hòa giữa phong cách nghệ thuật thời kì Phục hưng Moorish và Tân nghệ thuật. Đáng chú ý là những mái vòm hình móng ngựa và các cột bên trong phòng trưng bày của hội đường. Ngoài ra, màu sắc mặt tiền của hội đường có sự kết hợp giữa màu đỏ và trắng theo phong cách nghệ thuật Mudéjar cũng là một đặc điểm nổi bật. Bên trong hội đường thì các họa tiết Moorish được bao phủ bởi hoa văn phong cách Tân nghệ thuật với sơn rực rỡ và bắt mắt.
Sau khi xây dựng xong, Hội đường Jubilee mở cửa cho công chúng với vai trò là một nhà thờ cúng và giữ vai trò này trong suốt một thế kỷ (ngoại trừ thời kỳ Đức Quốc xã chiếm đóng thì nó được sử dụng để lưu trữ tài sản bị tịch thu của người Do thái). Từ ngày 1 tháng 4 năm 2008, hội đường còn mở cửa chào đón khách du lịch và những người đam mê kiến trúc lịch sử đến tham quan, nghiên cứu.